# 干将路
干将路是中国江苏省苏州市东西向横贯市中心区的一条干道，以乐桥以界分为干将西路和干将东路。东起东环路，西至西环路，中间与凤凰街、临顿路、人民路、阊胥路等多条道路交汇，全长7.5公里（其中穿越古城段为3.5 公里）。

## 历史
干将路兴建近代马路，是在1935年，苏嘉铁路通车时，城东开辟相门，从相门内向西到宫巷的旧式街巷狮子口、旧学前、濂溪坊和松鹤板场、被拓宽成马路，弹石路面，宽约10米。
1993年，随着苏州市东西两侧分别兴建工业园区和新区，于是将位于苏州古城中轴线上的干将路拓宽为苏州市的东西向交通干道。扩建的干将路中间，保留了宽6-10米的干将河，河岸设计了3-5 米宽的绿化地带. 两侧为10米左右宽的单行车道。干将路的中部穿越古城的路段两侧，迅速形成高档商业、金融、娱乐区，东西两段则形成普通商住地段。

## 交汇道路

### 将西路
- 西环快速路（高架道路）
- 馨泓路
- 银泰路
- 桐泾北路、桐泾南路
- 彩香路
- 烽火路
- 广济南路
- 阊胥路
- 学士街
- 水潭巷、剪金桥巷
- 养育巷
- 西美巷
- 庆元坊
- 人民路

### 将东路
- 人民路
- 邵磨针巷
- 阔巷
- 五卅路
- 宫巷
- 由巷、公园路
- 临顿路、凤凰街
- 平江路
- 仓街
- 莫邪路
- 东环快速路（高架道路）

## 桥梁
- 將桥
- 太平桥
- 芮桥
- 乐桥
- 言桥
- 草桥
- 苑桥
- 相门桥

## 地铁站
苏州轨道交通1号线运行区间的一部分位于干将路的正下方，而2号线和4号线的运行区间横穿干将路，以下列出途径站点（加粗为换乘站点）。
- █ 1号线西环路站
- █ 1号线桐泾北路站
- █ 1号线█ 2号线广济南路站
- █ 1号线养育巷站
- █ 1号线█ 4号线乐桥站
- █ 1号线临顿路站
- █ 1号线相门站
- █ 1号线东环路站